# HMS Defiance (1744)
HMS Defiance (1744) — 60-пушечный линейный корабль 4 ранга Королевского флота, седьмой корабль, названный Defiance. Исходно построен как 58-пушечный.

## Постройка
Заказан 14 марта 1743 года. Заложен в 22 марта 1743 года. Спущен на воду 12 октября 1744 года на частной верфи Thomas West в Дептфорде. Достроен 21 января 1745 года на королевской верфи в Дептфорде.
Все 60-пушечные корабли этой группы, заказанные по уложению 1719 года, достраивались согласно Уложению о пушках 1743 года как 58-пушечные, с увеличением калибра батареи на опер-деке за счёт её сокращения на 2 пушки. Размеры кораблей были несколько пересмотрены по ревизии 1741 года. С появлением нового Уложения 1745 года все 58-пушечные были возвращены к 60-пушечному вооружению.

## Служба
Участвовал в Войне за австрийское наследство.
Вступил в строй в октябре 1744 года, капитан (лорд) Джордж Форрестер (англ. George Forrester, снят 28 марта 1746 года); патрулировал западное побережье Шотландии.
1745 — с Западной эскадрой адмирала Мартина; зимой в Даунс до начала 1746 года.
1746 — временный капитан Гарри Паулетт (англ. Harry Powlett), герцог Болтон; Западная эскадра; 16 апреля взял 40-пушечный французский Embuscade; позже капитан Томас Гренвилл (англ. Thomas Grenville); сентябрь-октябрь, с флотом Ансона у Финистерре.
К несчастью капитан Форрестер приобрёл привычку к неумеренности, что привело к нескольким случаям пренебрежения служебным долгом. 28 марта 1746 года военно-полевой суд на борту HMS Tilbury в Портсмуте под председательством мистера Гриффина (англ. Mr Griffin), приговорил его к увольнению со службы. Он умер 26 июля 1748 года.
В апреле капитан Паулетт прислал в Плимут захваченный французский боевой корабль под названием Embuscade; бой происходил 21 апреля и продолжался 2 часа; Embuscade потерял 26 человек убитыми и ранеными; Defiance только 1 убитым и 3 ранеными. Embuscade оказался новым кораблём, длиннее по килю, но той же ширины по верхней палубе, что и Defiance.
1747 — 3 мая был при Финистерре, убит капитан Гренвилл, вместо него капитан Джон Бентли (англ. John Bentley); 14 октября был во втором бою при Финистерре.
1748 — с флотом Уоррена; 28 ноября обследован, записей о ремонте нет.
1751 — 4 октября повторно обследован; сентябрь-ноябрь, малый ремонт.
1754 — приказом Адмиралтейства от 16 июня превращен в брандвахту «на место Bristol»; возвращён в строй в июле, капитан Томас Эндрюс (англ. Thomas Andrews). Назначен на Defiance в Плимуте, где корабль проходил оснащение в предвидении скорой войны с Францией.
1755 — 22 апреля с эскадрой Боскавена ушел в Северную Америку; 8 июня вместе с HMS Fougueux взял 64-пушечный Lys (en flûte).
Участвовал в Семилетней войне.
1756 — 6 апреля с флотом адмирала Бинга ушел в Средиземное море; 20 мая с ним же был при Минорке, убит капитан Эндрюс; вместо него временно капитан Август Гервей (англ. Augustus Hervey); июнь, капитан Патрик Бэрд (англ. Patrick Baird).
У Порт-Маон после погони взял французскую тартану. На борту приза оказались 4 офицера и 152 человека, часть французской армии герцога де Ришлиона (фр. Duc de Richlion). В последующем сражении 20 мая Defiance попал под сильный огонь и потерял 14 человек убитыми и 49 ранеными — треть всех британских потерь. Среди убитых был капитан Эндрюс.
1757 — 2 мая ушёл в Северную Америку.
1758 — был при Луисбурге.
1759 — 20 ноября с флотом адмирала Хока был при Кибероне; часть года кораблём временно командовали капитаны Джеймс Гамбье и Вильям Вильямсон (англ. William Williamson); участвовал в блокаде Баскского рейда.
1760 — 2 июня ушел на Ямайку.
1762 — капитан Джордж Макензи (англ. George Mackenzie), Ямайская станция; участвовал в блокаде Кап-Франсуа; с 6 июня по 13 августа был в экспедиции против Гаваны.
1763 — 28 мая взял 24-пушечный Venganze и 18-пушечный Marte; август, выведен в резерв и рассчитан.
1764 — 2 мая обследован.
1766 — 11 марта повторно обследован; продан 10 апреля 1766 года (приказ Адмиралтейства от 17 марта 1766).